# Emil Gustafsson (uppfinnare)
Emil Gustaf Torvald Gustafsson, född 19 februari 1886 i Sundsvall, död 9 mars 1953, var en svensk uppfinnare och metallurg.
Emil Gustafsson var son till handlaren Gustaf Adolf Gustafsson. Efter mogenhetsexamen i Sundsvall 1904 genomgick han Tekniska högskolan och blev bergsingenjör 1909. Han var ingenjör vid Stockholms gasverk 1909–1915, hos AB Kemiska anläggningar i Stockholm 1915–1920 och hos firman Gust. Cornelius i Stockholm 1920–1928. Från 1928 var han konsulterande ingenjör i Stockholm med elektrometallurgi och gasteknik som specialitet. Gustafsson blev känd som teknisk ledare vid utexperimenterandet vid Hagfors järnverk 1924–1928 av den på sin tid mycket uppmärksammade så kallade "Flodin-Gustafssonska direkta stålframställningsmetoden", enligt vilken stål framställdes direkt ur järnmalm i elektrisk ljusbågsugn. Åren 1941–1944 konturerade han, ledde bygget och övervakade bygget av den Hultman-Gustafssonska destillationsugnen och toppnings- och gasbensinanläggningarna vid skifferoljeverket i Kvarntorp.